# Hommerts-Sneek
Hommerts-Sneek  was een waterschap in de gemeenten Doniawerstal, Sneek, Wymbritseradeel en IJlst in de Nederlandse provincie Friesland.
Al rond 1900 werd er een poging gedaan om de versnipperde waterhuishouding in het gebied Hommerts-Jutrijp te verbeteren, maar dat initiatief liep op niets uit. In 1913 werd een groter waterschap opgericht, Hommerts-Sneek, dat de waterhuishouding moest verbeteren.
Het gebied van het voormalige waterschap maakt sinds 2004 deel uit van het Wetterskip Fryslân.